# Добро дошли у џунглу
Добро дошли у џунглу (енгл. The Rundown; енгл. Wellcome to the jungle) акциони је филм из 2003.

## Радња
Бек (Двејн Џонсон), утеривач дугова и специјалиста за враћање дугова, има задатак да врати несрећног сина шефа криминала. За обављени посао, Беку је обећана велика сума која ће му омогућити да се "пензионише" и отвори сопствени ресторан. Проблем је што је овај син побегао предалеко: сада живи негде у дивљини Амазона. Међутим, пронаћи Тревиса није било тешко, али се испоставило да га ухватити није ни пола битке, па ни четвртина... Овај клинац је прешао пут локалној власти Хачеру, власнику рудника злата, који мештани с правом назови пакао на земљи. Хечеру није довољно да повуче вене са вредних Индијанаца, при чему остварује баснословну зараду, он жели да стави шапу на древног бога Гатоа, чија је статуа, према легенди, направљена од чистог злата. За Индијанце, Гато је симбол слободе, заштитник и покровитељ. Такође желе да пронађу древни кеш. Али Тревис, овај студент који је напустио, изгледа да је на трагу. Тако ће Бек морати да рачуна и са Хечеровом жеђи за профитом, и са тежњама индијских побуњеника, и са великом жељом самог Тревиса да пронађе древни артефакт. Али Бек неће одустати од задатка. И не ради се о награди. Бек је човек од речи. Ако обећа да ће нешто урадити, урадиће то.

## Улоге
| Глумац             | Улога                     |
| ------------------ | ------------------------- |
| Рок                | Бек                       |
| Шон Вилијам Скот   | Тревис Алфред Вокер       |
| Росарио Досон      | Маријана                  |
| Кристофер Вокен    | Корнилијус Бернард Хачер  |
| Јуен Бремнер       | Деклан                    |
| Џон Грајс          | Харви                     |
| Ерни Рејес млађи   | Манито                    |
| Арнолд Шварценегер | човек у бару (непотписан) |

## Зарада
- Зарада у САД — 47.726.342 долара
- Зарада у иностранству — 33.190.150 долара
- Зарада у свету — 80.916.492 долара